# 蒲殿俊
蒲 殿俊（ほ でんしゅん、1875年 - 1935年）は、清末民初の政治家。立憲派として活動した。字は伯英。四川省広安出身。

## 事跡
青年期に広安で紫金精舎を設立、学問を重ねた。当地の保守勢力により康有為の郎党と目された。1904年（光緒30年）、甲辰科進士となり、法部主事の位を授かった。その後日本に留学している。帰国して1909年（宣統元年）、四川省咨議局議長に選出された。翌年、『蜀報』を創設して立憲を宣伝し、また北京に請願に赴いている。
1911年（宣統3年）、鉄道保護運動（保路運動）が勃発すると、四川保路同志会会長に選出された。同年11月27日、辛亥革命に呼応して成都に大漢四川軍政府が成立すると、蒲殿俊が都督、朱慶瀾が副都督として選出された。しかし12月8日、給料遅配に不満を抱いた四川軍兵士が暴動を起こし、蒲と朱はこれを鎮圧できず逃亡した。
中華民国成立後の1912年（民国元年）8月、民主党に加入する。翌年、衆議院議員に当選する。同年5月、民主党が共和党、統一党とともに進歩党を結成すると、蒲殿俊はその理事に選ばれた。
1913年より袁世凱の帝政と張勲の王朝復古に異を唱えた。段祺瑞政権の内務部部長となって議員を買収、曹錕を大統領とした。
1916年（民国5年）、国会の復活とともに衆議院議員に復帰する。翌年7月、北京政府内務部次長兼北京市政督弁に任命された（内務部次長については、同年12月に辞任している）。翌年、北京『晨報』社社長に就く。1921年（民国10年）4月、上海で民衆戯劇社を創設し、月刊『戯劇』を刊行した。翌年、再び国会議員に戻っている。晩年は郷里に帰り、政治には関与しなかった。
1934年（民国13年）10月、北平にて死去。享年60。

## 注
1. 1 2 3  孟 1998, pp. 956.
2. ↑  この後、都督府軍政部長の尹昌衡が統率可能な部隊を糾合してこの暴動を鎮圧している。この功績により、尹は成都の各階層から都督に推戴された（陳祖武「尹昌衡」）。ただしこの暴動自体が、実は尹の秘密裏の煽動により起きたものとの説もある（丘琴・姜克夫「朱慶瀾」）。